# Ligne 6j (CFL)
Pour les articles homonymes, voir Ligne 6.
La ligne 6j Pétange - Rodange-Frontière (Athus) est une courte ligne de chemin de fer de 4,1 km reliant Pétange à Rodange et à la frontière avec la Belgique. 
Exploitée par la Compagnie des chemins de fer Prince-Henri en 1874 puis à partir de 1877 par la société anonyme luxembourgeoise des chemins de fer et minières Prince-Henri puis par la Deutsche Reichsbahn après 1940, elle est exploitée depuis 1946 par la société nationale des chemins de fer luxembourgeois. 
Elle est prolongée à Athus par la ligne 165 belge.

## Histoire
La ligne est mise en service le 1er décembre 1874 par la Compagnie des chemins de fer Prince-Henri.
Elle est électrifiée le 28 mai 1961.

## Caractéristiques

### Tracé
Longue de 4,1 kilomètres et parallèle avec la ligne 6g, la ligne relie Pétange à Rodange et à la frontière avec la Belgique en direction d'Athus. D'orientation est-ouest, elle est électrifiée en 25 kV – 50 Hz et est à voie unique et à écartement normal (1 435 mm).
Le tracé de la ligne, qui dessert le sud-ouest du Luxembourg, ne présente pas de difficultés particulières avec une pente maximale de 15 ‰. Cela se traduit notamment par l'absence de tunnels.

### Infrastructures

#### Signalisation
La ligne est équipée de la signalisation ferroviaire luxembourgeoise et du Système européen de contrôle des trains de niveau 1 (ETCS L1), ce dernier cohabite jusqu'au 31 décembre 2019 avec le Memor II+.

#### Gares
Outre la gare d'origine, de Pétange, la ligne comporte deux gares ou haltes voyageurs : Lamadelaine et Rodange. Deux de ces gares ont également des installations de « terminal fret » et de « gare de formation » : Pétange et Rodange.

#### Vitesses limites
La vitesse limite varie de 70 à 100 km/h. Dans le détail, elle est de 100 km/h entre Pétange et Rodange puis elle est de 70 km/h de Rodange jusqu'à la frontière.

## Trafic
La ligne est desservie par trois lignes commerciales des CFL :
- la ligne no 60 reliant Luxembourg à Rodange ;
- la ligne no 70 reliant Luxembourg à Rodange, Athus (Belgique) et Longwy (France) ;
- la ligne transversale no 10-60 reliant Troisvierges à Rodange sans changement de train à Luxembourg.

La desserte s'effectue dans la pratique par des trains Regional-Express et Regionalbunn.
Des trains de marchandises empruntent la ligne.